# John Haskell King
 (septembre 2019).
Le contenu est difficilement compréhensible vu les erreurs de traduction, qui sont peut-être dues à l'utilisation d'un logiciel de traduction automatique.
John Haskell King (19 février 1820 – 7 avril 1888) est un officier de l'armée des États-Unis qui a combattu lors de la guerre américano-mexicaine et de la guerre de Sécession. C'est un soldat régulier avec une durée de carrière de 45 ans ; il se distingue lors de la guerre de Sécession en tant que commandant de détachements de l'armée régulière sur le théâtre occidental.

## Avant la guerre
John Haskell King naît à Sackets Harbor, New York, le 19 février 1820. Dans son adolescence, il déménage chez son parent, le colonel Hugh Brady au Michigan, où ce dernier commande le fort Wayne. Étant élevé dans une maison militaire, son père étant officier de la milice et vétéran de la guerre de 1812, John âgé de 17 ans cherche une nomination militaire ; et, au moment de l'expansion de l'armée en raison des conflits séminoles et les déplacements des Amérindiens, il est directement nommé second lieutenant dans la compagnie I du 1st U.S. Infantry le 2 décembre 1837. Promu premier lieutenant le 2 mars 1839, il sert lors de la seconde guerre séminole de 1839 à 1840. Prenant part à la guerre américano-mexicaine, il est promu capitaine le 31 octobre 1846, et participe au siège de Vera Cruz en mars 1847,. Le capitaine King continue de servir sur la frontière dans divers postes et gagne le surnom de « Iron Bull » avec une réputation d'officier travaillant durement et compétent.

## 15th U.S. Infantry
En mars 1861, il est en poste à San Antonio au Texas, et en dépit de la montant des rebelles texans[pas clair], il contribue à l'organisation de camp Green Lake et navigue avec neuf compagnies de réguliers en toute sécurité à New York. Il est promu commandant et affecté pour lever le nouveau 15th U.S. Infantry le 14 mai 1861. Ayant reçu l'ordre de mettre en place les quartiers généraux à Wheeling, en Virginie, il demande la permission de les déplacer en Ohio. Au lieu de cela, il reçoit l'ordre aux Newport Barracks à Cincinnati, dans le Kentucky. Le commandant du régiment, le colonel Fitz-John Porter, obtient une double-commission en tant que brigadier général des volontaires ; et pendant la plupart du temps le commandant King reste au commandement effectif du régiment. En novembre, King prend le premier bataillon du 15th U.S. Infantry, qui est alors composé de 4 compagnies, et part au camp Nevin. Là, des détachements de réguliers sont regroupés au sein de la brigade de Lovell Rousseau dans la deuxième division d'Alexander McDowell McCook de l'armée de l'Ohio.
Avec des renforts supplémentaires arrivant, le commandant King, en tant qu'officier supérieur, est affecté au commandement de toutes les forces régulières de la brigade ; en décembre, déjà composée de 13 compagnies du 15th, du 16th et du 19th. À la fin de février 1862, le détachement est agrandi avec six autres compagnies ainsi qu'avec la batterie H, du 5th U.S. Artillery. King conduit les 844 fantassins dans la bataille de Shiloh, la batterie étant séparée et combattant sur une autre partie du champ de bataille. Peu de temps après la bataille, le commandement, encore élargi, du détachement de réguliers est donné au lieutenant-colonel Oliver L. Shepherd et King retourne dans son régiment. il le mène lors du siège de Corinth et la campagne du Kentucky. Lorsque le major général William Rosecrans prend le commandement de la nouvelle armée du Cumberland, il prend King et son bataillon à la garde de son quartier général et escorte personnelle ; mais les renvoient dans le détachement lorsqu'il forme la brigade régulière en décembre.
Seulement quelques jours plus tard, la nouvelle brigade, faisant partie de la division de Rouseau dans le XIVe corps, se distinguera dans la sanglante bataille de la Stones River, bien que subissant de lourdes pertes. King est blessé pendant qu'il mène son régiment, étant abattu de deux balles au bras gauche et une autre fois dans la main gauche ; par la suite, en tombant de son cheval il se luxe l'épaule.

## Commandement supérieur
Alors que King récupère lentement, le général Rosecrans a nommé plusieurs officiers pour un brevet de promotion de leurs services, parmi lesquels le King déjà nommé King. Mais au lieu d'un brevet de promotion, il reçoit une véritable promotion : le 4 avril 1863, il est nommé brigadier général des volontaires, avec effet rétroactif au 29 novembre,. Le nouveau général reprend le service en campagne, en mai 1863, prenant le commandement de la brigade régulière du brigadier général Robert S. Granger qui vient juste d'être affecté.
Alors que la campagne de Tullahoma se déroule, King est inapte pour prendre le commandement de ses hommes lors de la bataille de Hoover's Gap comme sa main n'est pas entièrement encore guérie. Pendant ce temps, il est également fait lieutenant-colonel du 14th U.S. Infantry mais il ne sert pas à ce poste. Toutefois, il retourne à son service avec la brigade peu de temps après et en juillet mène brièvement la division. En septembre, maintenant avec Absalom Baird à la tête de la division, King commande sa brigade à la bataille de Chickamauga, subissant le plus haut pourcentage de perte de toutes les brigades de l'Union pendant ces journées avec un taux de 56 %. Il sera plus tard breveté colonel pour son rôle lors de la bataille. Il mène ensuite ses hommes lors de la campagne de Chattanooga dans laquelle la brigade se voit adjoindre les 11th Michigan Infantry, 19th Illinois Infantry et 69th Ohio Infantry ; où elle participe à la bataille de Missionary Ridge, King étant absent lors de celle-ci pour raison de maladie.
Pendant la plus grande partie de la campagne d'Atlanta, King commande la division en raison de la blessure du général Richard W. Johnson, puis en raison de sa nomination à la tête du corps. Par la suite, la brigade et King reste dans le département dans une affectation relativement calme pour le reste de la guerre ; King commandant fréquemment une division. Lorsque la guerre se termine, King est breveté brigadier général dans l'armée régulière pour sa participation à la bataille de Ruff's Station et de major général à la fois des volontaires et de l'armée régulière pour son service pendant la guerre.

## Après la guerre
King est fait colonel du 9th U.S. Infantry en juillet 1865, et est envoyé sur la frontière de l'Ouest. En 1877, lui et ses hommes sont envoyés brièvement à Chicago pour maintenir l'ordre public lors d'une grève du chemin de fer.
Il préside, en tant que colonel du 9th U.S. Infantry, la cour d'enquête qui siège le 13 janvier 1879 qui est réunie pour statuer sur le comportement du commandant Marcus A. Reno du 7th U.S. Cavalry à la bataille de Little Bighorn (25 et 26 juin 1876) ; bataille qui a abouti à la mort du général George A. Custer et plus de 200 hommes du 7th U.S. Cavalry. Le colonel Wesley Merritt, commandant le 5th U.S. cavalry, est un des membres de la cour d'enquête.
Il prend sa retraite en 1882 et, s'installe brièvement dans sa ville natale avant de déménager pour Washington. Il y meurt d'une pneumonie, le 7 avril 1888, et est inhumé dans le cimetière national d'Arlington.
King était marié à Mathilda C. Davenport et a eu trois enfants. À côté de sa veuve, un seul fils lui survit, l'inventeur Charles Brady King.